# Arthur Gilson

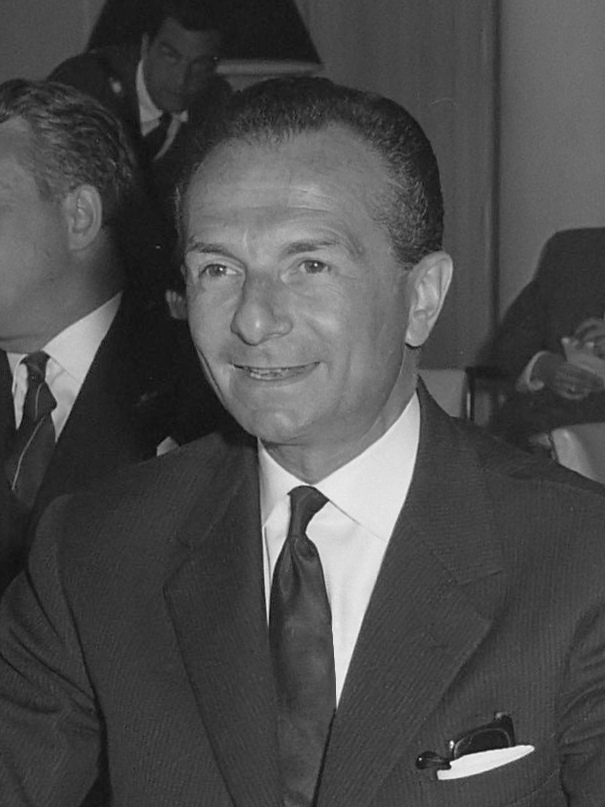
Arthur Gilson (1961)

Arthur Alène Robert Ghislain Gilson  (Antwerpen, 27 februari 1915 - Ukkel, 2 februari 2004) was een Belgisch politicus en minister voor de PSC.

## Levensloop
Gilson volgde humaniora aan het Sint-Michielscollege in Brussel. Na studies aan de Université Saint-Louis en de Université Catholique de Louvain promoveerde hij in 1938 tot doctor in de rechten. Beroepshalve was hij advocaat aan het Hof van Beroep in Brussel.
Via de politieke denktank La Relève, waar ook de latere PSC-ministers Pierre Harmel en Raymond Scheyven lid van waren, verzeilde Gilson in de PSC. Voor deze partij was hij van 1944 tot 1946 raadslid van de Commissie van Openbare Onderstand van Etterbeek, van 1946 tot 1958 gemeenteraadslid van dezelfde gemeente en daarna van 1958 tot 1964 gemeenteraadslid van Elsene. Ook werd hij in 1946 secretaris van de CVP-PSC-fractie in de Kamer van volksvertegenwoordigers.
Van 1946 tot 1968 zetelde hij voor het arrondissement Brussel in de Kamer van volksvertegenwoordigers. Bovendien was hij meermaals minister: van 1958 tot 1961 was hij minister van Landsverdediging en van 1961 tot 1965 minister van Binnenlandse Zaken en Openbaar Ambt. Als minister van Landsverdediging voerde Gilson een legerhervorming door en als minister van Binnenlandse Zaken was hij verantwoordelijk voor de wetsontwerpen inzake het taalgebruik, die onder meer de taalgrens vastlegden en de faciliteitengemeenten invoerden. Omdat deze wetsontwerpen in belangrijke mate tegemoet kwamen aan de Vlaamse eisen betreffende bestuurlijke tweetaligheid en onderwijs, leidde dit tot tegenstand bij de Franstalige katholieken.
Bij de verkiezingen van 1965 kreeg hij een onverkiesbare plaats op de Brusselse Kamerlijst van de CVP-PSC, maar met bijna 14.000 voorkeurstemmen, waaronder veel stemmen van Nederlandstaligen, werd Gilson herkozen. Bij de verkiezingen van 1968 werd hem een zetel van gecoöpteerd senator beloofd, maar uiteindelijk kreeg deze functie niet, wat het einde van zijn politieke loopbaan betekende. Vervolgens werd hij opnieuw actief als advocaat en werd ook docent aan het Institut Catholique des Hautes Études Commerciales in Brussel.
Hij bleef zich ook inzetten in politieke thema's en schreef veel publicaties over lokale besturen, de staatshervorming en de democratie. In 1992 werd Arthur Gilson benoemd tot minister van Staat.

## Publicaties
- Pour une démocratie efficace, Leuven, 1965
- L'avenir des partis politiques, in: Revue Générale de Belgique, 1969